# 小泉直介
小泉直介（こいずみなおすけ）は、日本造園建設業協会相談役。日本造園建設業協会常任顧問、日本都市計画学会評議員、日本造園建設業厚生年金基金副会長、ランドスケープコンサルタンツ協会相談役、建設省都市局公園緑地課都市緑化対策室長（一財）国際花博常任顧問、地域振興整備公団都市整備事業部事業計画課長、都市局都市緑地対策室長を歴任。
建設省都市局都市計画課、現住宅・都市整備公団関西支部を渡り歩く。東京農業大学大学院修士課程修了。第15回日本公園緑地協会北村賞受賞。

## 参考
- 小泉直介, 進士五十八「日本の伝統的作庭における技術,生産システム,作業従事者美意識の特質に関する研究」『東京農業大学農学集報』第52巻第1号、23-32頁。
- 小泉直介, 進士五十八「枯損木植替え補償制度の公共造園工事における展開とその合理性に関する考察」『ランドスケープ研究(オンライン論文集)』第1巻、2008年、14-19頁、doi:10.5632/jilaonline.1.14。
- http://nodaiweb.university.jp/alumnila/rig-tokyo.html
- 建設省名鑑, 米盛幹雄 , 時評社, 1986
- 日本の都市, 建設広報協議会, 1981
- 全国各種団体名鑑, 第 1 巻, 全国各種団体連合会, 2006
- 国会便覧, 第 72 巻、日本政経新聞社, 1985
- 30年のあゆみ: 新世紀のまくあけ 日本植木協会、日本植木協会, 2000
- 都市計画, 第 92号、日本都市計画学会, 1977
- http://www.nodai.ac.jp/kankyokyousei/thesis/index.html
- http://wwwnew.cpij.or.jp/summary/disclose/h16meet_rp7.pdf
- http://oki-park.jp/oios/entry/file/pdf/1995-vol9.pdf
- 「文献目録」『国民経済雑誌』第158巻第2号、神戸大学経済経営学会、1988年、121-128頁、doi:10.24546/81003296、hdl:20.500.14094/81003296、ISSN 0387-3129。
- http://www.cla.or.jp/wp-content/uploads/2015/10/b1151306c8cd4655242b7499488d8516.pdf